# 刘宝莱
刘宝莱（1941年—），山东人。中华人民共和国政治人物、外交官。

## 生平
1965－1967年，赴摩洛哥穆罕默德五世大学进修阿拉伯语。
1967－1989年，先后在中华人民共和国驻摩洛哥、苏丹、科威特大使馆工作。
1989－1991年，擔任外交部西亚北非司参赞、副司长。
1991年，接替黄振担任中华人民共和国驻阿拉伯联合酋长国大使。1995年，由华黎明接任。
1995年，擔任中华人民共和国驻约旦哈希姆王国特命全权大使。
2000－2002年，擔任外交部外事管理司司长。
2002－2007年，擔任中国人民外交学会秘书长、副会长。
2007年至今，擔任中国人民外交学会理事、中国国际问题研究所特约研究员、外交笔会理事等。